# Szybki numerek
Szybki numerek – spontaniczny akt seksualny, do którego dochodzi w bardzo krótkim czasie. Najczęściej nie jest poprzedzony grą wstępną. Może polegać na pełnej aktywności seksualnej lub ograniczać się tylko do seksu oralnego lub wzajemnej masturbacji.
Do szybkich numerków dochodzi często w różnych, nieoczekiwanych miejscach, np. publiczne toalety, windy, przymierzalnie, parki, biuro, tylne siedzenia auta, lasy itp. Okoliczności szybkich numerków mogą być różne, mogą dotyczyć np. par małżeńskich uprawiających seks przed wyjściem do pracy lub pod prysznicem. Szybki numerek często wiąże się z pozycją stojącą, podczas której partnerka jest lekko nachylona, a partner stoi za nią, ale też nie musi zawsze oznaczać penetracji i wiązać się z wzajemnością. Upodobanie do szybkich numerków nie zależy od płci.